# Línea 429 (Interurbanos Madrid)
La línea 429 de la red de autobuses interurbanos de Madrid une el área intermodal de Legazpi (Madrid) con el PAU de La Montaña, en Aranjuez.

## Características
Puesta en servicio el 21 de diciembre de 2010, esta línea une en 60 minutos el área intermodal de Legazpi y el Hospital 12 de Octubre (Madrid) con el Hospital del Tajo y el PAU de La Montaña, en Aranjuez.
Siguiendo la numeración de líneas del CRTM, las líneas que circulan por el corredor 4 son aquellas que dan servicio a los municipios situados en torno a la A-4 y comienzan con un 4.
La línea mantiene los mismos horarios todo el año (exceptuando las vísperas de festivo y festivos de Navidad).
Está operada por AISA mediante la concesión administrativa VCM-401 - Madrid – Aranjuez – Villarejo  de Salvanés (Viajeros Comunidad de Madrid) del Consorcio Regional de Transportes de Madrid.

## Horarios
| Lunes a viernes laborables | Lunes a viernes laborables | Sábados laborables | Sábados laborables | Domingos y festivos | Domingos y festivos |
| Madrid > Aranjuez          | Aranjuez > Madrid          | Madrid > Aranjuez  | Aranjuez > Madrid  | Madrid > Aranjuez   | Aranjuez > Madrid   |
| 06:55                      | 05:45                      | 09:05              | 08:00              | 09:05               | 08:00               |
| 09:10                      | 07:55                      | 11:15              | 10:10              | 11:15               | 10:10               |
| 11:15                      | 10:10                      | 13:25              | 12:20              | 13:25               | 12:20               |
| 13:20                      | 12:20                      | 15:35              | 14:30              | 15:35               | 14:30               |
| 15:35                      | 14:25                      | 17:45              | 16:40              | 17:45               | 16:40               |
| 17:50                      | 16:45                      | 19:55              | 18:50              | 19:55               | 18:50               |
| 20:00                      | 18:55                      | 22:05              | 21:00              | 22:05               | 21:00               |
| 22:05                      | 21:05                      | 00:15              | 23:10              |                     |                     |

## Recorrido y paradas

### Sentido Aranjuez
| Código | Parada                                      | Común con                                                            | Conexiones con Metro   | Municipio | Zona |
| ------ | ------------------------------------------- | -------------------------------------------------------------------- | ---------------------- | --------- | ---- |
| 16736  | Paseo de La Chopera - Legazpi               | 421 422 424 426 VAC-231                                              | Legazpi                | Madrid    |      |
| 1132   | Hospital 12 de Octubre                      | 411 421 422 423 424 426 447 448 18 22 59 76 79 85 86 VAC-158 VAC-231 | Hospital 12 de Octubre | Madrid    |      |
| 16729  | Av. Andalucía - Villaverde Bajo Cruce       | 421 422 423 424 426 447 VAC-158 VAC-231                              | Villaverde Bajo Cruce  | Madrid    |      |
| 18828  | Ctra. A-4 - Seseña Nuevo                    | 423                                                                  |                        | Aranjuez  |      |
| 17433  | Hospital del Tajo                           | 4 5 430                                                              |                        | Aranjuez  |      |
| 18348  | Pza. UNESCO - Mérida                        |                                                                      |                        | Aranjuez  |      |
| 16410  | Patrimonio Mundial - Miró                   |                                                                      |                        | Aranjuez  |      |
| 18349  | Ciudad de Toledo - Patrimonio Mundial       |                                                                      |                        | Aranjuez  |      |
| 18350  | Córdoba - Catedral de Burgos                |                                                                      |                        | Aranjuez  |      |
| 18351  | Av. Paz de Hiroshima - Santiago Compostela  |                                                                      |                        | Aranjuez  |      |
| 18680  | Santiago de Compostela - Oviedo             |                                                                      |                        | Aranjuez  |      |
| 18352  | Santiago de Compostela - Praga              |                                                                      |                        | Aranjuez  |      |
| 18353  | Gta. Valle del Loire - Av. Amazonas Central |                                                                      |                        | Aranjuez  |      |
| 18354  | Úbeda - Baeza                               |                                                                      |                        | Aranjuez  |      |
| 16404  | Cuenca - Casino                             | 4 5                                                                  |                        | Aranjuez  |      |

### Sentido Madrid
| Código | Parada                                      | Común con                                                            | Conexiones con Metro   | Municipio | Zona |
| ------ | ------------------------------------------- | -------------------------------------------------------------------- | ---------------------- | --------- | ---- |
| 16404  | Cuenca - Casino                             | 4 5                                                                  |                        | Aranjuez  |      |
| 18355  | Úbeda - Islas Galápagos                     | 4 5                                                                  |                        | Aranjuez  |      |
| 16405  | Gta. Valle del Loire - Av. Amazonas Central | 4 5                                                                  |                        | Aranjuez  |      |
| 16406  | Santiago de Compostela - Praga              | 4 5                                                                  |                        | Aranjuez  |      |
| 18679  | Santiago de Compostela - Oviedo             | 4 5                                                                  |                        | Aranjuez  |      |
| 16407  | Av. Paz de Hiroshima - Santiago Compostela  | 4 5                                                                  |                        | Aranjuez  |      |
| 16409  | Córdoba - Catedral de Burgos                | 4 5                                                                  |                        | Aranjuez  |      |
| 17133  | Ciudad de Toledo - Patrimonio Mundial       | 4 5                                                                  |                        | Aranjuez  |      |
| 17132  | Patrimonio Mundial - Casa Milá              | 4 5                                                                  |                        | Aranjuez  |      |
| 17131  | Pza. UNESCO - Mérida                        | 4 5                                                                  |                        | Aranjuez  |      |
| 17433  | Hospital del Tajo                           | 4 5 430                                                              |                        | Aranjuez  |      |
| 18829  | Ctra. A-4 - Seseña Nuevo                    | 423                                                                  |                        | Aranjuez  |      |
| 16730  | Av. Andalucía - Villaverde Bajo Cruce       | 421 422 423 424 426 447 VAC-158 VAC-231                              | Villaverde Bajo Cruce  | Madrid    |      |
| 5380   | Hospital 12 Octubre                         | 411 421 422 423 424 426 447 448 18 22 59 76 79 85 86 VAC-158 VAC-231 | Hospital 12 de Octubre | Madrid    |      |
| 16736  | Paseo de La Chopera - Legazpi               | 421 422 424 426 VAC-231                                              | Legazpi                | Madrid    |      |